# Роберт Комин (умер в 1306)
Роберт Комин (англ. Robert Comyn; умер в 1306) — шотландский аристократ, сын Джона I «Рыжего» Комина, лорда Баденоха. Погиб в церкви в Дамфрисе, защищая племянника, Джона III Комина, лорда Баденоха, от нападения людей Роберта Брюса

## Биография
Александр происходил из шотландского рода Коминов, имевшего нормандское происхождение, представители которого обосновались в Шотландии во время правления короля Давида I. Благодаря бракам с наследницами двух шотландских графств они приобрели широкую политическую власть, хотя никто из членов семьи не получал графского титула по собственному праву. От сыновей Уильяма Комина (умер в 1233), юстициария Шотландии, пошли 2 ветви рода: старшая (лорды Баденоха) и младшая (графы Бьюкен).
Роберт был сыном главы старшей ветви рода Коминов — Джона I «Рыжего», лорда Баденоха, который владел важными землями в Тайндейле (Нортумберленд, Англия), Дамфрисшире, Роксбургшире и Пиблшире (Южная Шотландия), а также Баденохом и Лохабером (Северная Шотландия). Точно неизвестно, какая из двух жён Джона Комина была его матерью.
Впервые Роберт упоминается как несовершеннолетний в 1279 году в расследовании по наследованию имущества умершего около 1275 года отца.
Вместе с братьями Роберт принимал участие в войнах за независимость Шотландии. 27 июля 1296 года он упомянут среди тех, кто присягнул на верность в Эльгине английскому королю Эдуарду I. В том же году он сражался против англичан в битве при Данбаре и вместе с братом Александром и племянником Джоном перечисляется в числе шотландцев, попавших в плен и оказался в заключении — сначала в замке Данбар, а в 1297 году был переправлен в лондонский Тауэр.
10 февраля 1306 года племянник Роберта, Джон III Комин, лорд Баденоха, встречался во францисканской церкви в Дамфрисе с Робертом Брюсом. При этой встрече присутствовал и сам Роберт Комин. Во время неё между Джоном Комином и Робертом Брюсом произошла ссора, в результате которой Брюс убил своего соперника. Роберт Комин попытался защитить племянника, но его убил Кристофер Сеттон. Эти убийства привели к гражданской войне в Шотландии, в результате которой Комины были вынуждены бежать в Англию, а их владения Роберт Брюс, который в том же 1306 году короновался в качестве короля Шотландии, раздал своим сторонникам.

## Брак
Жена: Маргарет Комин, дочь Уильяма Комина из Лохабера. Дети:
- Томас Комин.